# کوین تراپ
کوین تراپ (آلمانی: Kevin Trapp؛ زادهٔ ۸ ژوئیهٔ ۱۹۹۰) بازیکن فوتبال اهل آلمان است که در پست دروازه‌بان برای آینتراخت فرانکفورت بازی می‌کند.
از باشگاه‌هایی که در آن بازی کرده‌است می‌توان به آینتراخت فرانکفورت، پاری سن-ژرمن و کایزرسلاوترن اشاره کرد.
او در سال ۲۰۱۷ توانست به همراه هم تیمی‌هایش قهرمان جام کنفدراسیون‌ها ۲۰۱۷ شود.
وی اولین بازی خود برای آلمان را در بازی دوستانه مقابل دانمارک انجام داد که با نتیجه ۱–۱ پایان یافت و تاکنون ۹ بار برای آلمان به میدان رفته‌است و ۱۳ گل دریافت کرده‌است.
تراپ با ایزابل گولار در ارتباط است.

## آمار ملی
تا تاریخ ۲۱ نوامبر ۲۰۲۳
| آلمان | آلمان | آلمان    | آلمان    |
| سال   | بازی  | کلین شیت | گل خورده |
| ----- | ----- | -------- | -------- |
| ۲۰۱۷  | ۲     | ۰        | ۳        |
| ۲۰۱۸  | ۱     | ۰        | ۱        |
| ۲۰۲۰  | ۲     | ۱        | ۱        |
| ۲۰۲۲  | ۱     | ۱        | ۰        |
| ۲۰۲۳  | ۳     | ۰        | ۸        |
| مجموع | ۹     | ۲        | ۱۳       |

## افتخارات
- لوشامپیونه: ۲۰۱۵–۲۰۱۶، ۲۰۱۷–۲۰۱۸
- جام حذفی فوتبال فرانسه: ۲۰۱۵–۲۰۱۶، ۲۰۱۶–۲۰۱۷، ۲۰۱۷–۲۰۱۸
- سوپر جام فوتبال فرانسه: ۲۰۱۵، ۲۰۱۶، ۲۰۱۷، ۲۰۱۸، ۲۰۱۹
- کاپا دلا لیگ: ۲۰۱۵–۲۰۱۶، ۲۰۱۶–۲۰۱۷، ۲۰۱۷–۲۰۱۸
- لیگ اروپا:۲۰۲۱_۲۰۲۲